# El folklore de Chile, vol. I – Violeta Parra, canto y guitarra
El folklore de Chile, vol. I – Violeta Parra, canto y guitarra (también conocido como El folklore de Chile
 o Canto y Guitarra) fue el primer álbum larga duración de la folclorista y música chilena Violeta Parra, lanzado bajo el alero del sello Odeón. Distintas fuentes fechan la edición del álbum en 1956 y 1964, aunque está establecido que su lanzamiento ocurrió en septiembre de 1957 bajo el alero del sello Odeón.
Canto y guitarra fue grabado luego del retorno de Violeta desde París, donde había viajado luego de obtener el premio "Caupolicán" a la folclorista del año 1954. Este viaje a Europa, que se extendió por casi dos años, le permitió a Violeta recorrer la Unión Soviética y parte de Europa. En medio del viaje se entera de la muerte de su hija Rosita Clara, producto de una pulmonía en Santiago de Chile. Este hecho la inspira para escribir el "Verso por la niña muerta", que aparece en este disco.
Violeta no retorna de su viaje tras la noticia, sino que se queda en París por casi dos años, y graba material discográfico que sería editado en 1956 en dos discos en formato extended play, Chants et danses du Chili, por el sello francés Le Chant du Monde.
Antes de ese viaje, Violeta había realizado con Odeón, una serie de grabaciones de discos de 78 RPM junto con su hermana Hilda, en el dúo Las Hermanas Parra. Ya como solista, había lanzado durante 1955 dos extended play ("Qué Pena Siente el Alma" y "El Palomo"), y a principios de 1957, como homenaje a la poetisa Gabriela Mistral, fallecida en enero de ese año, editó un single conteniendo "Verso por despedida de Gabriela Mistral" y "Verso por el padecimiento de Gabriela". La primera de estas canciones aparece editada en Canto y Guitarra. Éste corresponde, por tanto, a su primer disco de larga duración.
El repertorio del álbum Canto y guitarra consta de 17 canciones, entre recopiladas en la zona central de Chile y compuestas por la propia Violeta. El disco cuenta con un dibujo de portada, realizado por G. Meisser, y con detalladas notas de Raúl Aicardi, quien presenta a Violeta y entrega datos de la recopilación de las distintas canciones.
De los 17 temas que conforman el disco, tres ("Tres cuecas punteadas", "Ausencia" y "Tres polkas antiguas") habían aparecido en los EP franceses (en grabaciones distintas a las que entrega este long play), además del ya referido "Verso por despedida a Gabriela Mistral", lanzado en un sencillo a inicios de año. El título del álbum hace referencia a que todas las canciones son interpretadas únicamente por Violeta Parra en voz y guitarra acústica.

## Lista de canciones
- Todos los temas del folclore chileno, excepto donde se indique.

| Lado A |                                            |                    |          |  |
| N.º    | Título                                     | Escritor(es)       | Duración |  |
| 1.     | «La inhumana» (Refalosa)                   |                    |          |  |
| 2.     | «Es aquí o no es aquí» (Esquinazo)         |                    |          |  |
| 3.     | «Son tus ojos» (Vals)                      |                    |          |  |
| 4.     | «Parabienes al revés» (Parabién)           | Violeta Parra      |          |  |
| 5.     | «Tres cuecas punteadas» (Solo de guitarra) |                    |          |  |
| 6.     | «Verso por saludo»                         |                    |          |  |
| 7.     | «Ausencia» (Habanera)                      | Tomás Gabino Ortiz |          |  |
| 8.     | «Las naranjas» (Tonada)                    |                    |          |  |
| 9.     | «El sacristán» (Polka)                     |                    |          |  |

| Lado B |                                                       |               |          |  |
| N.º    | Título                                                | Escritor(es)  | Duración |  |
| 1.     | «Versos por la sagrada escritura» (Canto a lo divino) |               |          |  |
| 2.     | «Viva la luz de Don Creador» (Parabienes de novios)   |               |          |  |
| 3.     | «El bergantín» (Vals)                                 |               |          |  |
| 4.     | «Verso por la niña muerta» (Canto a lo humano)        | Violeta Parra |          |  |
| 5.     | «Tres polkas antiguas» (Solo de guitarra)             |               |          |  |
| 6.     | «Verso por despedida a Gabriela Mistral»              | Violeta Parra |          |  |
| 7.     | «No habiendo como la maire» (Tonada)                  |               |          |  |
| 8.     | «La paloma ingrata» (Mazurka)                         |               |          |  |

## Detalles
- Las notas del disco[5] señalan a doña Florencia Durán, anciana de 94 años (a la fecha de grabación del disco), habitante de Alto Jahuel, Buin, como colaboradora en la obtención de repertorio de Violeta, particularmente de los temas "La inhumana", "Son tus ojos", "El bergantín" y "Ausencia". No obstante, esta última no es una composición del folclore, sino que corresponde a una romanza para piano y canto, editada a fines del siglo XIX, que posteriormente fue grabada como habanera por el grupo Los Provincianos en la década del 40.[6]
- La señora Mercedes viuda de Sánchez, de la comuna de Barrancas es acreditada como informante de los temas "Es aquí o no es aquí", "El sacristán" y "No habiendo como la maire".[5]
- La canción "Las naranjas" le fue cantada a Violeta por la señora Lucrecia Aguilera, de Chillán, pariente lejana de la madre de Violeta; doña Lucrecia inició a la artista en la tradición de las auténticas cantoras populares.[5]
- La canción "Versos por la sagrada escritura" fue entregada por don Emilio Lobos, cantor de velorios de Santa de Pirque. El episodio se relata en el libro de Violeta, Cantos folclóricos chilenos.[5]
- La canción "Viva la luz de Don Creador" fue recogida en San Carlos de labios de la cantora Eduvigis Candia.[5]
- La canción "La paloma ingrata" fue aprendida de Violeta de labios de su padre.[5]
- Las canciones "Verso por saludo" y "Verso por la Sagrada Escritura" forman parte de la ceremonia del "Velorio del Angelito", tradicional de los campos chilenos para despedir a los niños que han muerto.[5]
- La muerte de Gabriela Mistral ocurrió el 10 de enero de 1957. En febrero de ese año, Violeta editó un sencillo de homenaje, cuyo lado A es la canción "Verso por despedida a Gabriela", la que vuelve a grabar para este álbum. La canción fue escrita para afinación traspuesta, con guitarra campesina y cuerdas de alambre, manteniendo la misma forma de los versos por despedida cantados en los velorios.[5]

## Ediciones posteriores
El álbum se encuentra descontinuado en CD, aunque algunas compilaciones han editado temas en diversos formatos.

### Recopilatorios de EMI
Algunas de las recopilaciones editadas por EMI en CD que incluyen canciones de este disco, son: 
- El folklore y la pasión (1994) incluye "Son tus ojos".[7]
- Haciendo Historia: La jardinera y su canto (1997) incluye "La inhumana", "Verso por la niña muerta" y "Verso por despedida a Gabriela".[8]
- El box set Antología Violeta Parra (2012) incluye 15 de los 17 temas del disco, sólo exceptuándose los instrumentales "Tres cuecas punteadas" y "Tres polkas antiguas". No obstante, "Viva la luz de Don Creador" se presenta en una versión alternativa. Adicionalmente, este disco incluye "Cuando deja de llover", tema que se supone perteneciente a las mismas sesiones de grabación.[9]

### Reedición 2010
Con motivo de la reedición de una gran parte de la discografía de la folclorista en la compilación Obras de Violeta Parra: Musicales, Visuales y Poéticas lanzada durante 2010, varias de las canciones de este disco fueron reeditadas por primera vez en CD. El primer disco de la colección, Cantos de Chile, contiene los siguientes temas:
- "La Inhumana"
- "Es Aquí o No Es Aquí"
- "Son Tus Ojos"
- "Parabienes al Revés"
- "Verso por Saludo"
- "Ausencia"
- "Las Naranjas"
- "El Sacristán"
- "Versos por la Sagrada Escritura"
- "Tres Polkas Antiguas"
- "Verso por Despedida a Gabriela" (acá titulado "Verso por Despedida")
- "No Habiendo Como la Maire"
- "La Paloma Ingrata"

El resto del material del disco corresponde a música de Las Hermanas Parra y otras grabaciones de la primera etapa de Violeta Parra, por lo que cuatro de las canciones del álbum original ("Tres cuecas punteadas", "Viva la luz de Don Creador", "El bergantín" y "Verso por la niña muerta") no formaron parte de la reedición de 2010, y solo pueden encontrarse en ediciones previas.

### Canciones aparecidas en otros discos
- Los temas "Tres cuecas punteadas", "Ausencia" y "Tres polkas antiguas" habían aparecido, en otras versiones, en Chant et Danses du Chili, grabaciones de Violeta lanzadas en Francia en 1956, y recogidas en diversas ediciones en CD.
- "Parabienes al revés" aparece en una versión alternativa en Violeta Parra en Argentina.
- "Verso por saludo" forma parte de los "Tres cantos a lo divino" que aparecen en Violeta Parra en Ginebra.
- "El sacristán" tiene versiones alternativas en Violeta Parra en Ginebra y Violeta Parra en el Aula Magna de la Universidad de Concepción.